# Сглаживание груди
Сглаживание груди, или уплощение груди (англ. breast “ironing”, breast flattening) — распространённый в камерунской культуре процесс. Молочные железы девочек, достигших половой зрелости, простукивают и массажируют с использованием тяжёлых или горячих предметов, с целью прекратить их развитие. Обычно исполняется женщиной, близкой к подростку — матерью, бабушкой, тётей или женщиной-наставницей. Близкие убеждают, что тем самым защитят девушку от изнасилования и домогательств, в результате чего она сможет избежать преждевременной беременности, порочащей честь семьи, ограничить распространение заболеваний, передающихся половым путём, в частности ВИЧ, либо позволить девушке продолжать обучение вместо брака.
В основном практикуется в тех районах Камеруна, где мальчики и мужчины считают, что начало роста груди женщины означает готовность к половой жизни.
Есть примеры проникновения данных обычаев в камерунскую диаспору, например, в Великобритании, где закон страны трактует подобные действия как насилие над детьми.
Наиболее широко распространенным инструментом для сглаживания груди является деревянный пестик, обычно используемый, чтобы толочь еду. Среди других приборов встречаются также листья, бананы, скорлупа кокоса, точильные камни, ковши, лопатки, нагретые на углях молоты.
Процедура сглаживания обычно проводится на рассвете или закате, желательно в закрытом месте, вроде кухни, чтобы никто не стал свидетелем или не узнал о произошедшем, особенно мужчины в доме.

## История
Сглаживание груди может происходить из древней практики массажа груди.
Массаж груди помогает выровнять различные размеры молочных желёз и облегчить боль кормящих матерей с помощью массажа груди теплыми предметами, см. Мастит.